# Pantano Zittola - Feudo Valcocchiara
Pantano Zittola - Feudo Valcocchiara este o arie protejată (arie specială de conservare — SAC, sit de importanță comunitară — SCI) din Italia întinsă pe o suprafață de 1.246 ha, integral pe uscat.

## Localizare
Centrul sitului Pantano Zittola - Feudo Valcocchiara este situat la coordonatele 41°42′30″N 14°05′34″E / 41.708333°N 14.092778°E.

## Înființare
Situl Pantano Zittola - Feudo Valcocchiara a fost declarat sit de importanță comunitară în septembrie 1995 pentru a proteja 1 specie de plante și 48 de specii de animale. Situl a fost protejat și ca arie specială de conservare în decembrie 2018.

## Biodiversitate
Situată în ecoregiunea mediteraneană, aria protejată conține 5 habitate naturale: Liziere de ierburi înalte hidrofile de câmpie și de nivel montan până la alpin, Lacuri eutrofice naturale cu vegetație de tip Magnopotamion sau Hydrocharition, Păduri de fag din Apenini cu Taxus și Ilex, Cursuri de apă de la nivel de câmpie la nivel montan, cu vegetație Ranunculion fluitantis și Callitricho-Batrachion, Pajiști uscate seminaturale și facies de acoperire cu tufișuri pe substraturi calcaroase (Festuco-Brometalia) (* situri importante pentru orhidee).
La baza desemnării sitului se află mai multe specii protejate:
- plante (1): Himantoglossum adriaticum
- păsări (41): uliu porumbar (Accipiter gentilis), fluierar de munte (Actitis hypoleucos), gâscă cenușie (Anser anser), gâscă de semănătură (Anser fabalis), stârc cenușiu (Ardea cinerea), ciuf-de-pădure (Asio otus), rață-cu-cap-castaniu (Aythya ferina), rața moțată (Aythya fuligula), rață roșie (Aythya nyroca), șorecarul comun (Buteo buteo), fugaci roșcat (Calidris ferruginea), fugaci mic (Calidris minuta), barză albă (Ciconia ciconia), șerpar (Circaetus gallicus), erete de stuf (Circus aeruginosus), erete vânăt (Circus cyaneus), erete cenușiu (Circus pygargus), botgros (Coccothraustes coccothraustes), porumbel de scorbură (Columba oenas), ciocănitoare pestriță mare (Dendrocopos major), Dryobates minor, Falco biarmicus, șoim călător (Falco peregrinus), vânturel de seară (Falco vespertinus), muscar-gulerat (Ficedula albicollis), cocor (Grus grus), sfrâncioc roșiatic (Lanius collurio), sitar de mâl (Limosa limosa), ciocârlie de pădure (Lullula arborea), rață pestriță (Mareca strepera), gaia neagră (Milvus migrans), gaia roșie (Milvus milvus), Numenius arquata arquata, viespar (Pernis apivorus), Spatula clypeata, călifar alb (Tadorna tadorna), fluierar de mlaștină (Tringa glareola), fluierarul de zăvoi (Tringa ochropus), fluierarul cu picioare roșii (Tringa totanus), sturzul de vâsc (Turdus viscivorus), nagâț (Vanellus vanellus)
- amfibieni (2): Bombina pachypus, Triturus carnifex
- mamifere (3): liliac cârn (Barbastella barbastellus), lupul (Canis lupus), urs brun (Ursus arctos)
- nevertebrate (2): fluturele de noapte (Eriogaster catax), Osmoderma eremita

Pe lângă speciile protejate, pe teritoriul sitului au mai fost identificate 9 specii de plante, 1 specie de amfibieni, 6 specii de mamifere, 5 specii de nevertebrate.